# Satyrium (lepke)
A Satyrium a valódi lepkék (Glossata) alrendjébe sorolt boglárkalepkefélék (Lycaenidae) családjában a farkincás-rokonúak (Eumaeini) nemzetség egyik neme mintegy 70 fajjal.

## Magyarországon ismertebb fajok
- törpe farkincásboglárka (Satyrium acaciae)
- tölgy-farkincásboglárka (tölgyfa-csücsköslepke, cserfalepke Satyrium ilicis)
- szilva-farkincásboglárka (szilvafalepke, Satyrium pruni)
- kökény-farkincásboglárka (kökénylepke, Satyrium spini)
- W-betűs lepke (V-betűs lepke, szilfa-csücsköslepke, Satyrium w-album, Satyrium v-album)

## Rendszerezés
A nembe az alábbi fajok tartoznak:
- Satyrium abdominalis
- Satyrium acaciae
- Satyrium acadica
- Satyrium acaudata
- Satyrium armenum
- Satyrium auretorum
- Satyrium austrina
- Satyrium behrii
- Satyrium calanus
- Satyrium californica
- Satyrium caryaevorus
- Satyrium dejeani
- Satyrium edwardsii
- Satyrium esakii
- Satyrium esculi
- Satyrium eximia
- Satyrium fuliginosum
- Satyrium goniopterum
- Satyrium grandis
- Satyrium guichardi
- Satyrium herzi
- Satyrium hyrcanicum
- Satyrium ilicis
- Satyrium inouei
- Satyrium iyonis
- Satyrium jebelia
- Satyrium khowari
- Satyrium kingi
- Satyrium kongmingi
- Satyrium kuboi
- Satyrium lais
- Satyrium latior
- Satyrium ledereri
- Satyrium liparops
- Satyrium lunulata
- Satyrium mackwoodi
- Satyrium marcidus
- Satyrium mera
- Satyrium minshanicum
- Satyrium myrtale
- Satyrium neoeximia
- Satyrium oenone
- Satyrium ornata
- Satyrium patrius
- Satyrium percomis
- Satyrium persimilis
- Satyrium phyllodendri
- szilva-farkincásboglárka (Satyrium pruni)
- Satyrium prunoides
- Satyrium pseudopruni
- Satyrium redae
- Satyrium runides
- Satyrium saepium
- Satyrium sassanides
- Satyrium siguniangshanicum
- Satyrium spini
- Satyrium sylvinus
- Satyrium tamikoae
- Satyrium tanakai
- Satyrium tateishii
- Satyrium tetra
- Satyrium thalia
- Satyrium titus
- Satyrium uncatum
- W-betűs lepke (Satyrium w-album)
- Satyrium xumini
- Satyrium zabni